# Drumhorse
Drumhorse, även kallad Gypsy Drumhorse är en hästras från USA som är framkorsad av raserna Tinker, Shirehäst och Clydesdale. Inspirationen till att avla fram denna ras kom från pukhästarna som är en del av den engelska drottningen Elizabeth II's livgarde. Men idag är Drumhorse en fristående ras som används till ridning och körning. 

## Historia
Pukhästar användes först av drottning Elizabeth II av England i hennes livgarde och används idag i traditionella ceremonier vid slottet, bland annat Trooping the Colour på drottningens födelsedag. Pukhästarna var högresta och stora men det krävdes att de var tillräckligt lugna och stabila för att kunna gå med tunga silvertrummor och helmunderade ryttare framför stora publiker och i stora grupper med folk. 
De första dokumentationerna om dessa pukhästar är från 1678 och handlar om Royal Scots Greys, stora oftast skimmelfärgade hästar som användes i armén. Även de brittiska husarerna och dragonerna i regementet använde sig av pukhästar som de red under koloniseringen av Indien, men även i Palestina och under Krimkriget (1853-1856). Under den här tiden använde man sig dock oftast av skäckfärgade Shirehästar. Skäck var då en tillåten färg hos denna ras och dessa Shirehästar kunde även skrivas in i stamboken. Men när det beslutades att skäck inte skulle vara en tillåten färg hos denna ras såldes de av uppfödarna. De flesta av dem såldes till de resande och ingick därför i utvecklingen av Tinkerhästen.
Fram till 1990 hade drottningen ett eget avelsprogram av Drumhorses. När drottningens eget avelsprogram lades ner påbörjades ett avelsprogram i USA där syftet var att få fram en häst som var högrest, långbent och stark men med ett mycket lugnt temperament. Man använde sig av Shirehästar, Clydesdalehästar och Tinkerhästar som man korsade för att få det resultat man ville ha. Bland annat köptes drottningens främsta avelshingst Galway Warrior och användes i aveln fram till sin död år 2009. 
Idag finns fortfarande ganska få drumhorses, och därför uppmuntras fortfarande uppfödare att korsa Tinker, Clydesdale och Shirehästar för att utvidga avelsmaterialet. För att välja de bästa avelshästarna måste de hästar som används i avel vara stambokförda inom sin respektive ras. Sedan 1999 tar man alltid ett DNA-prov på alla föl och även importerade hästar för att bevisa att inga andra raser finns inblandade.

## Egenskaper
En drumhorse skall vara stark och rörlig och ha ett gott temperament. Inga speciella föreskrivna färger finns, men mankhöjden skall överstiga 160 centimeter. För att en unghäst skall registreras som en drumhorse får ingen av de ingående ovanstående raserna i korsningen ensam överstiga 87 procent och andelen Tinker måste vara över 12,5 procent. Man och svans är naturligt lång med mycket och tjockt tagel. 
I Storbritannien har dessa hästar blivit ett vanligare inslag i drottningens livgarde, men i USA, som inte har ett kungahus, används hästarna främst till ridning och körning. En drumhorse bör vara atletisk och rörlig. Hästarna bör även ge ett elegant och starkt intryck och ha ett mycket stabilt och lugnt temperament. 
Rasens namn skall inte förväxlas med det engelska begreppet drum horse, som avser de hästar som bär trumslagarna i drottningens kavalleri. Dessa pukhästar kan vara av olika raser, då främst Shirehäst eller Clydesdale.  